# هوگو آلمیدا
هوگو میگل پریرا دِ آلمیدا (پرتغالی: Hugo Miguel Pereira de Almeida؛ زادهٔ ۲۳ مهٔ ۱۹۸۴) بازیکن سابق و مربی فوتبال اهل پرتغال است. 
وی برای تیم ملی فوتبال پرتغال ۵۷ بازی انجام داده و ۱۹ گل به ثمر رسانده‌است. پست تخصصی این بازیکن نیز، مهاجم است.